# Imperialism

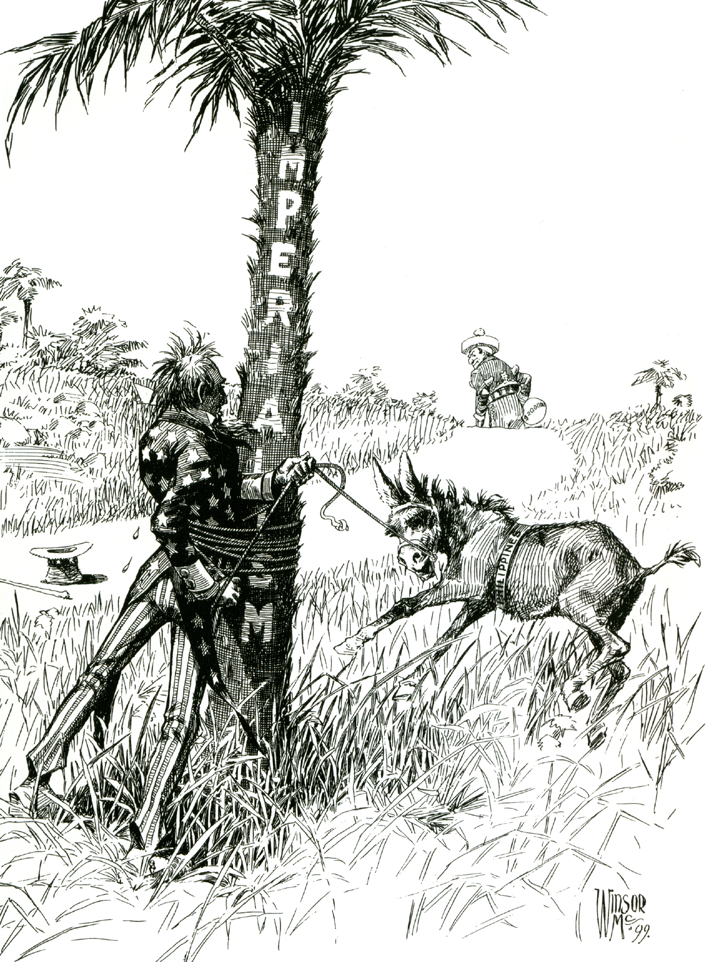
Caricatură care prezintă cum a încurcat-o Unchiul Sam la 1898
(autor: Winsor McCay)

Imperialismul este  politica unui stat și a conducătorilor lui menită să sporească controlul lor asupra unor entități străine, cu scopul extinderii sau menținerii unor imperii, atât prin cuceriri teritoriale, cât și prin metode indirecte vizând dominarea economică și politică a unor state. Termenul este folosit pentru a descrie și politica față de țările colonii, indiferent dacă statul imperialist se autodefinește sau nu imperiu.
De mai multe decenii se manifestă o tendință de criticare a imperialismului, nu atât din punct de vedere economic sau politic, ci la nivel cultural, în mod particular fiind vorba de influența răspândirii globale a culturii americane (vezi și Imperialism cultural). Despre această îmbogățire semantică a termenului persistă numeroase controverse, toate fiind mai mult sau mai puțin subiective și aplicate selectiv. (Unii consideră Coca-Cola un exemplu și simbol al imperialismului, ceaiul negru neavând același statut).

## Etimologie
Termenul imperialism a apărut la mijlocul secolului al XIX-lea. Cuvântul a fost prima oară folosit în 1858 pentru a caracteriza Pax Britannica. Rădăcinile sale pot fi căutate până la Dante Alighieri, în lucrarea Monarchia, unde descria o lume cu un singur centru politic, guvernată de raționalism. Dante l-a influențat pe John Dee, care a folosit pentru prima oară termenul Imperiul Britanic la sfârșitul secolului al XVI-lea. Dee a fost influent la crearea mediului intelectual și științific care a susținut exploratori britanici, ca Humphrey Gilbert, Martin Frobisher și Walter Raleigh, fondatorii imperiului maritim britanic.
În secolul al XIX-lea, termenul era folosit în contextul politicii Angliei, cu precizarea imperialismul britanic. În scurt timp, termenul imperialism a fost folosit și în contextul istoric al Imperiului Roman.
În secolul al XX-lea, termenul a fost folosit pentru a descrie politica celor două supraputeri: Uniunea Sovietică și Statele Unite ale Americii, deși politicile lor se deosebeau mult de cele tipice imperialismului din secolul al XIX-lea. Sensul noțiunii a fost extins pentru a caracteriza orice situație istorică în care o putere mare încerca să obțină avantaje teritoriale, economice sau de altă natură pe seama unui adversar mai slab.
De la sfârșitul celui de-al doilea război mondial și în mod particular de la desființarea Uniunii Sovietice și a statelor ei satelit, acuzațiile de imperialism sunt făcute numai la adresa Statelor Unite.

## Imperialismul în teoria marxistă
Marxiștii folosesc definiția dată de Lenin imperialismului: „cel mai înalt stadiu al capitalismului”. În acest stadiu de dezvoltare, capitalul financiar-monopolist devine dominant, forțând imperiile să intre în competiție unul cu altul prin sporirea controlului selor de materii prime și al piețelor de desfacere pe plan mondial. Controlul se poate manifesta ca intrigi geopolitice, aventuri militare și alte manevre politice.
Caracteristica esențială a teoriilor marxiste și a celor înrudite (de exemplu teoria dependenței) este concentrarea mai mult pe relațiile economice dintre țări decât pe cele politice. Imperialismul nu este văzut ca un control exercitat direct de o țară asupra alteia, ci ca exploatarea unei regiuni de către alta. Definiția marxistă contrastează cu accepția populară a termenului, conform căreia imperialismul este legat de epoca istorică a marilor imperii și nu de realitățile prezentului, în care anumite părți ale lumii domină economic zonele sărace. Aceasta este o combinare a imperialismului cu colonialismul.
Marxiștii consideră în general că țările capitaliste dezvoltate sunt și imperialiste, însă unii marxiști (în special maoiștii), precum și teoreticienii liberali consideră că Uniunea Sovietică a ajuns în final social-imperialistă (socialistă în teorie, dar imperialistă în acțiuni), folosindu-se de puterea militară pentru a influența și domina numeroase alte state. Unii analiști consideră și China, India și alte țări influente regional drept state imperialiste.
Marx nu a propus o definiție a imperialismului și, spre deosebire de diverși teoreticieni ulteriori, a considerat colonialismul puterilor europene drept modalitate de expansiune a capitalismului în întreaga lume și mai puțin ca jefuirea altor țări.

## Imperialismul actual
După al doilea război mondial, unii autori, între care A. Gunder-Franck, Samir Amin, Theotonio dos Santos, analizează rolul dominant al SUA îndeosebi față de lumea a III-a, pe care companiile multinaționale le subordonează și le exploatează, le sărăcesc, împiedicându-le modernizarea. Sunt invocați, pentru  prestigiul și autoritatea lor, unii economiști și sociologi care au analizat evoluția capitalismului cu decenii în urmă: Joseph Schumpeter (Sociologia imperialismului), Thorstein Veblen (Germania imperială și revoluția industrială, 1915), Werner Sombart și Max Weber, care pun în evidență o serie de transformări ale vieții politice cauzate de imperialism (autoritarism, birocrație, militarism, colonialism, etatism), a căror negativitate poate fi depășită prin modernizarea tehnologică, dezvoltarea unor mentalități colective, a cooperării, aprofundarea caracteristicilor statului de drept democratic, ducând la stabilirea unor relații internaționale pașnice.
În prezent există o dezbatere publică pe tema existenței unui imperialism nord-american, dacă Statele Unite ale Americii fac uz de influența lor și dacă este sau nu justificată calificativul „putere imperialistă”.

## Caracteristici
- Dominarea oligarhiei financiare transnaționale (monopoluri și corporații) ca antiteză a modului capitalist privat clasic de viață.
- Un singur sistem economic mondial (sistem economic mondial), în care țările industrializate exploatează colonii și alte țări dependente.
- Imperiul imperialist pentru piețe și materii prime. Lupta pentru redistribuirea pieței atât prin mijloace "pașnice", cât și prin intermediul războaielor este o caracteristică a imperialismului[2].

Cele mai importante contradicții ale imperialismului includ contradicția dintre muncă și capital, între diferite grupuri financiare și puteri imperialiste, între metropole - națiunile și popoarele dominante ale țărilor coloniale și dependente.